# Janusz Zagrodzki
Janusz Zagrodzki (ur. w 1941 w Warszawie) – historyk sztuki, krytyk, autor wystaw sztuki współczesnej i tekstów krytycznych, założyciel Galerii Ślad w Łodzi, uczestnik niezależnego ruchu artystycznego oraz ostatnich plenerów osieckich.
Spotkanie z twórczością Katarzyny Kobro oraz Władysława Strzemińskiego ukierunkowało jego główne zainteresowania w dziedzinie sztuki współczesnej. W czasie studiów w Toruniu poznał Józefa Robakowskiego, Antoniego Mikołajczyka i Andrzeja Różyckiego, która to znajomość wpłynęła na jego zainteresowanie fotografią oraz filmem. Wraz z Różyckim i Mikołajczykiem należał do grupy artystycznej Rytm, która istniała równolegle do Zero-61. Pod koniec studiów był kierownikiem artystycznym studenckiego klubu Klubu Studenckiego „Od Nowa” w Toruniu. W 1966 roku przeniósł się do Łodzi, gdzie podjął pracę w Muzeum Sztuki przygotowując wystawy i stałą galerię.
Wraz z Warsztatem Formy Filmowej przygotowywał filmy o polskiej sztuce awangardowej. Powstały filmy o Tytusie Czyżewskim, Leonie Chwistku, Henryku Stażewskim, Stanisławie Ignacym Witkiewiczu oraz Kompozycje przestrzenne Katarzyny Kobro, Konstruktywizm polski (2 części), Żywa Galeria.
W 1978 roku pracując jednocześnie w Muzeum Sztuki w Łodzi założył autorską Galerię Ślad.
W 1974 roku na plenerze w Osiekach wygłosił pierwszy wykład z cyklu Uwagi o sztuce współczesnej, który traktował o idei sztuki prywatnej. Podsumowaniem tej idei był tekst Sztuka w obiegu pozamuzealnym wygłoszony na sesji Stowarzyszenia Historyków Sztuki w 1984 roku. W tekście tym dowodził, że dotychczasowe próby interpretowania miejsc sztuki uległy przewartościowaniu i w związku z tym powinno się szukać odpowiedzi w bezpośrednim kontakcie. Zdecydowanie lepszym miejscem dla sztuki miały się stać mieszkania prywatne, gdzie był bliższy kontakt z kontekstem dzieła.

## Publikacje

### Książki
- Władysław Strzemiński. Obrazy słów, wyd. PWSFTviT, Łódź 2014

- Wojciech Bruszewski. fenomeny percepcji wraz z Elżbietą Fuchs, wyd. Miejska Galeria Sztuki, Łódź 2010
- Zbigniew Warpechowski, W służbie sztuce. Przegląd twórczości z lat 1963-2008, wyd. Galeria Labirynt, Lublin 2008
- Stefan Gierowski, wyd. Galeria Prezydencka, Warszawa 2005
- Katowicki Underground Artystyczny po 1953 roku, wyd. BWA Katowice, Katowice 2003
- Henryk Stażewski: w kręgu awangardy 1921 - 1933, wyd. Muzeum Sztuki, Łódź 2000
- The Gallery of 20th-century Polish art, until 1949. Guide, wyd. Muzeum Narodowe, Warszawa 1995
- Sztuka polska XX wieku, wyd. Muzeum Narodowe, Warszawa 1992
- Władysław Strzemiński. In memoriam, wyd. PP Sztuka Polska, Łódź 1988
- Katarzyna Kobro i kompozycja przestrzeni, wyd. PWN, Warszawa 1984
- Alina Szapocznikow, wyd. Arkady, Warszawa 1979

### Artykuły
- Jan Dobkowski: neo-neo-neo - po trzydziestu latach, Format: pismo artystyczne, ISSN 0867-2555, 1995
- Muzeum artystów = Museum of artists, Projekt, ISSN 0033-8957, 1991
- W hołdzie Kazimierzowi Malewiczowi
- Testament artysty. 2b.art.pl. [zarchiwizowane z tego adresu (2016-03-06)].
- Poznawanie struktury